# باشگاه فوتسال نوریل نیکل

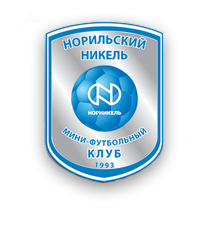
لوگوی تیم نوریل نیکل

باشگاه فوتسال نوریل نیکل (انگلیسی: MFK Norilsk Nickel) یک باشگاه حرفه‌ای فوتسال است که در لیگ برتر فوتسال روسیه حضور دارد.

## ترکیب فصل ۲۰۱۳-۲۰۱۴
این تیم در فصل ۲۰۱۳-۲۰۱۴  از سه بازیکن ایرانی در ترکیب خود استفاده می کرد :
- مصطفی نظری
- حسین طیبی
- علی‌اصغر حسن‌زاده